# Morten Messerschmidt
Morten Messerschmidt (født 13. november 1980 i Frederikssund) er en dansk politiker, der siden 23. januar 2022 har været formand for Dansk Folkeparti. Han er derudover medlem af Folketinget. Messerschmidt var medlem af Europaparlamentet for Dansk Folkeparti, valgt ved Europa-Parlamentsvalget 2014 med 465.758 personlige stemmer, hvilket er det højeste antal personlige stemmer der nogensinde er givet i Danmark. Dermed slog han
Poul Nyrup Rasmussens rekord fra 2004 på 407.966 personlige stemmer, dog ikke procentmæssigt, hvor Messerschmidt fik 20,5 % og Nyrup fik 21,5 % af de afgivne stemmer.
I 2009 blev han valgt med det 3. højeste antal – 284.500 personlige stemmer. Det er det næststørste antal ved et dansk EU-parlamentsvalg. Morten Messerschmidt repræsenterede Dansk Folkeparti i Europa-Parlamentet som medlem af gruppen Gruppen af Europæiske Konservative og Reformister.

## Baggrund, opvækst og privatliv
Morten Messerschmidt blev født i 1980 i Frederikssund som søn af arbejdsmand Carsten Christoffersen og kommunalsekretær Inge Messerschmidt. Morten Messerschmidt blev student fra Sankt Annæ Gymnasium i 1999 og cand. jur. fra Københavns Universitet 2009. Han var kirkesanger i Islebjerg Kirke 1999-2005. I 2003 deltog Messerschmidt i tv-programmet Big Brother VIP med bl.a. Carl-Mar Møller, Helena Blach Lavrsen og Lise Lotte Lohmann. Sidstnævnte præsenterede ham senere for bakkesangerinde Dot Wessman, som han blev kæreste og samboende med i 2007. De udgav i 2008 en CD med julemusik, Jul i Europa, hvor de synger sammen. Den 9. juni 2015 offentliggjorde Messerschmidt, at de var gået fra hinanden, men de annoncerede 1. juli 2016, at de havde fundet sammen igen.
Messerschmidts mor stillede op for Dansk Folkeparti til Kommunalvalget 2013 i Frederikssund.
Selv om hun med 258 personlige stemmer fik næstflest stemmer blandt partiets kandidater, opnåede hun ikke valg, da partiet opstillede partiliste, hvor hun var opført som den syvende og sidste.
I november 2019 blev Messerschmidts søster, Line Messerschmidt, myrdet i et dobbeltdrab.

## Politisk karriere
Messerschmidt var medlem af hovedbestyrelsen for Dansk Folkepartis Ungdom 2000-2005.
Han var politisk næstformand for ungdomspartiet 2001-2005.
I 2002 stiftede han foreningen Kritiske Licensbetalere, som han desuden var formand for.
Mellem 2003-2005 var han assistent for Dansk Folkepartis europa-parlamentariker Mogens Camre.
Ved Europa-Parlamentsvalget 2004 blev Messerschmidt selv valgt som 2. suppleant.
Messerschmidt blev Folketingskandidat i Silkeborgkredsen i 2004.
Ved Folketingsvalget 2005 blev han valgt ind for Århus Amtskreds med 3.812 personlige stemmer og fik posten som EU-ordfører.
I 2006 gjorde han sig bemærket ved i en kronik skrevet sammen med Mogens Camre at argumentere for en mindre offentlig sektor.
Fra 3. maj til 30. maj 2007 var han udmeldt af partiet som følge af B.T.-sagen.
Ved valget i Folketingsvalget 2007 den 13. november tre-doblede Messerschmidt sit personlige stemmetal til 11.466 personlige stemmer og blev oven i EU-ordførerposten tildelt energiordførerposten.

### I Europa-Parlamentet
Ved Europa-Parlamentsvalget i 2009 fik Morten Messerschmidt 284.500 personlige stemmer, hvilket er det tredjehøjeste antal personlige stemmer på en dansk politiker nogensinde i Danmark.
Messerschmidt har indtaget en særdeles EU-kritisk holdning. Han har flere gange opfordret til at Europa-Parlamentet nedlægges, og magten gives tilbage til nationalstaterne i EU.
I juni 2013 meddelte han at han ville genopstille til EU-Parlamentet,
og senere på året viste en meningsmåling at han var den danske europaparlamentariker med mest gennemslagskraft. Ved valget i 2014 fik han 465.758 personlige stemmer, hvilket er det højeste antal personlige stemmer en dansker nogensinde har fået.
Han har tidligere, sammen med medlem af Europa-Parlamentet Jens Rohde, været vært på Radio24syvs ugentlige debatprogram Europa i Flammer.

### Formand for Dansk Folkeparti
Ved Dansk Folkepartis ekstraordinære landsmøde den 23. januar 2022 blev Messerschmidt af de delegerede valgt som formand for Dansk Folkeparti. I løbet af formandsvalgskampen gjorde Messerschmidt sig bemærket med sin personlige rivalisering med sin daværende partifælle Martin Henriksen. Efter Messerschmidt vandt formandsvalget, meldte Henriksen sig ud af partiet.
Ved valget i 2022 fik Dansk Folkeparti 2,6% af stemmerne, og bevarede dermed sin repræsentation i Folketinget på trods af frygt for det modsatte. Under Messerschmidts ledelse har partiet gjort sig bemærket ved blandt andet at markere sig som fuldt borgerlige på den økonomiske politik, samtidig med at han også har drejet partiet yderligere til højre på udlændinge- og værdipolitikken, blandt andet med kampagner der opfordrer det fremtrædende Hizb-ut Tahrir medlem Aqeel Abu Osama og den danske sanger Isam B til at rejse ud af Danmark.

## Sager

### Dom efter straffelovens §266b (racismeparagraffen)
I februar 2001 havde Dansk Folkepartis Ungdom indrykket en valgplakat som annonce i Studiemagasinet med teksten "Masse-voldtægter, Grov vold, Utryghed, Tvangsægteskaber, Kvindeundertrykkelse, Bandekriminalitet. Det er, hvad et multietnisk samfund tilbyder os". Ledsagende teksten var et billede af en gruppe mænd med hætter og blodpletter, som fremviste Koranen, med underteksten "Danmark om 10 år". I retten i Hvidovre den 11. oktober 2002 blev Morten Messerschmidt, Per Ulrich Karpf, Kenneth Kristensen Berth og Kenneth Pedersen Lambrecht, alle fra Dansk Folkepartis Ungdom, dømt for overtrædelse af straffelovens § 266b (den såkaldte racismeparagraf) på grund af annoncen. De blev oprindeligt idømt 7 dages betinget fængsel, men efter at både de anklagede og anklageren ankede dommen med påstand om henholdsvis frifindelse og skærpelse, stadfæstede Østre Landsret dommen og skærpede straffen til 14 dages betinget fængsel den 9. maj 2003. De to redaktører af Studiemagasinet, der havde udgivet annoncen, blev hver idømt fem dagbøder a 500 kr.

### B.T.-sagen
Den 27. april 2007 skrev dagbladet B.T., at Morten Messerschmidt i beruset tilstand i restaurant Grøften i Tivoli ved Tivolis åbning 13. april havde "hyldet Hitler, heilet og sunget nazisange". B.T.'s hovedkilde til historien var den tidligere socialdemokratiske politiker Torben Lund. Messerschmidt medgav, at han havde været beruset og at have sunget første vers af nationalsangen "Lied der Deutschen" (med ordlyden "Deutschland, Deutschland über alles"), men nægtede at have hyldet Adolf Hitler eller nazismen.
Morten Messerschmidt meldte sig ud af Dansk Folkeparti den 29. april 2007 og blev løsgænger i Folketinget. I de følgende dage trådte vidner frem og afviste B.T.'s version. Torben Lund og hans partner Claus Lautrup fastholdt imidlertid deres udlægning. Den 22. maj 2007 indgik Morten Messerschmidt og B.T. forlig og fremsatte en fælles udtalelse, men allerede samme aften opstod der uenighed i et dobbeltinterview med B.T.'s chefredaktør Arne Ullum og Morten Messerschmidt i TV-Avisen.
I 2009 vandt Messerschmidt retssagen mod B.T. Tidligere chefredaktør Arne Ullum og journalist Jacob Heinel Jensen blev straffet med 10 dagbøder a 500 kr. og måtte betale en erstatning på 25.000 kr. for injurier, mens Morten Messerschmidt blev renset for anklagerne.

### MELD- og FELD-sagen
Den 13. oktober 2015 meldte europaparlamentsmedlemmet Rikke Karlsson sig ud af Dansk Folkeparti i protest mod Morten Messerschmidt, fordi hun efter gentagne forsøg ikke kunne få udleveret regnskab fra to fonde (MELD og FELD), som hun på daværende tidspunkt var medlem af. Ifølge Karlsson var hun blevet medlem af fondene uden selv at have kendskab til det, da hun i forbindelse med sin indtrædelse i Europa-Parlamentet i juli 2014 underskrev en række forskellige erklæringer. Messerschmidt afviste samme dag alle anklager om at dække over brug af fondsmidler og kommenterede Karlssons udtrædelse af partiet med, at "hun (Karlsson) er en lidt forvirret pige, der kommer fra Rebild til Bruxelles, og ikke kan overskue, hvad der sker omkring hende." I de følgende uger afviste Morten Messerschmidt at fremlægge sine bilag, og i et interview på DR2 den 28. oktober afviste han ligeledes at have anvendt fondsmidler uretmæssigt.
Den 23. november besluttede Europa-Parlamentets Præsidium at tvangsopløse Messerschmidts europæiske parti MELD og den tilknyttede fond FELD, og samtidig skulle fonden tilbagebetale 120.700 kroner til Europa-Parlamentet, fordi pengene uretmæssigt var blevet anvendt til at finansiere skonnerten Halmø til Dansk Folkepartis sommertogt i 2013.
Den 6. maj 2016 afviste Morten Messerschmidt fortsat, at han havde misbrugt EU-midler og kaldte sagen imod sig for "ren chikane". Den 9. maj 2016 besluttede Europa-Parlamentets Præsidium, at MELD og FELD i alt skulle tilbagebetale knap tre millioner kroner, fordi europæiske partier og fonde ikke må anvende EU-støttemidler til at finansiere kampagner for et nationalt parti. Cirka 1,6 millioner kroner var blevet anvendt til kampagner for Dansk Folkeparti.
Efter at Ekstrabladet den 18. august kunne afsløre dokumenter, der viser at både Rikke Karlsson og Jørn Dohrmann var blevet valgt som bestyrelsesmedlemmer på en generalforsamling hvor de ikke var til stede, valgte Rikke Karlsson at politianmelde Messerschmidt for identitetstyveri.
24. august meddelte Morten Messerschmidt at han trak sig som gruppeformand for Dansk Folkeparti i Europa-Parlamentet.
I september 2019 afsluttede Det Europæiske Kontor for Bekæmpelse af Svig, OLAF, deres efterforskning af svindel i MELD og FELD, hvor de blandt andet konkluderer at MELD og den tilknyttede fond FELD gennem en årrække havde "ulovlige, uregelmæssige eller uberettigede udgifter" på omkring 4,35 millioner kroner. Efterforskningen blev efterfølgende overdraget til politi og anklagemyndigheder i flere af de lande MELD-partiets medlemmer kommer fra, herunder Bagmandspolitiet i Danmark.
Efter at Folketinget havde ophævet Messerschmidts parlamentariske immunitet i april 2021, blev han tiltalt for dokumentfalsk og uberettiget udbetaling af EU-midler for 98.835 kroner. Sagen begyndte ved Retten i Lyngby i august 2021, hvor han den 13. august 2021 blev dømt skyldig. Dommen lød på 6 måneders betinget fængsel. Morten Messerschmidt ankede dommen kort efter domsafsigelsen. Østre Landsret afgjorde den 22. december 2021, at sagen skulle gå om, da de vurderede dommer Søren Holm Seerup havde ageret på en måde, hvorpå han var inhabil i sagen. Den 22. november 2022 ophævede Folketinget atter Messerschmidts parlamentariske immunitet, og retssagen begyndte den 24. november ved Retten på Frederiksberg.
Den 21. december 2022 blev Morten Messerschmidt frifundet for anklagerne af Retten på Frederiksberg.

## Bogudgivelser af Morten Messerschmidt
Gennem årene har Morten Messerschmidt været forfatter til et antal bøger:
- Den kristne arv, 2021 (115 sider). ISBN 9788741007809
- Farvel til folkestyret. Hvordan EU ødelægger frihed, folk og folkestyre - og hvad vi kan gøre ved det, 2020 (228 sider). ISBN 9788797172032
- Dagbog fra EU. Om EU's spild af dine penge, 2013 (54 sider).
- Intet over og intet ved siden af - EU-Domstolen og dens aktivisme, 2013 (306 sider). ISBN 9788771378078
- Mere Danmark mindre EU. Kronikker 2008-2012 om løgne og luftkasteller, fråds, frækhed og EU-magtens grænseæløse arrogance, 2012 (35 sider)

## Diskografi
- Jul i Europa (2008) - med Dot Wessman
- Med et glimt i øjet (2014) - med Dot Wessman